# Tissø, Åmose og Hallenslev Mose
Tissø, Åmose og Hallenslev Mose este o arie protejată (arie de protecție specială avifaunistică — SPA) din Danemarca întinsă pe o suprafață de 2.887 ha, integral pe uscat.

## Localizare
Centrul sitului Tissø, Åmose og Hallenslev Mose este situat la coordonatele 55°34′34″N 11°18′01″E / 55.576111°N 11.300278°E.

## Înființare
Situl Tissø, Åmose og Hallenslev Mose a fost declarat arie de protecție specială avifaunistică în mai 1983 pentru a proteja 15 specii de animale.

## Biodiversitate
Situată în ecoregiunea continentală, aria protejată nu include niciun habitat protejat.
La baza desemnării sitului se află mai multe specii protejate de  păsări (15): rață pitică (Anas crecca), gâscă cenușie (Anser anser), gâscă de semănătură (Anser fabalis), buhai de baltă (Botaurus stellaris), erete de stuf (Circus aeruginosus), Cygnus columbianus bewickii, lebădă de iarnă (Cygnus cygnus), codalb (Haliaeetus albicilla), gaia roșie (Milvus milvus), vultur pescar (Pandion haliaetus), bătăuș (Philomachus pugnax), cresteț pestriț (Porzana porzana), ciocântors (Recurvirostra avosetta), chiră mică (Sterna albifrons), chiră de baltă (Sterna hirundo).